# Remaster
En remaster är en finputsning av redan inspelat material som används inom främst musikbranschen. Det handlar inte om att man ändrar volymen på enskilda instrument utan man arbetar med materialet i sin helhet (det är på detta sätt en remaster-utgåva skiljer sig från en remix-utgåva). Vid remastring försöker man arbeta med att behålla dynamiken (skillnaden mellan starka och svaga partier) i låten, men i vissa fall innebär det att den som remastrar enbart höjer volymen på det redan inspelade materialet, vilket innebär mindre dynamik.
Remastring behöver inte enbart beröra musikbranschen utan kan även göras på bland annat filmer. Detta sker främst då filmen ska släppas på ett nytt lagringsmedium och i dessa fall brukar en uppskalning och en finputsning göras av bilden för att ge bättre skärpa och högre upplösning.  